# Haim David Zukerwar
Haim David Zukerwar (Montevideo, Uruguay; 1956 - Jerusalén, Israel; 17 de abril de 2009) fue un rabino, compositor, conferenciante y estudioso uruguayo de la Cábala.

## Biografía
Desde su adolescencia se dedicó al estudio de la música y al conocimiento de las diferentes disciplinas espirituales, concentrando su estudio en la Cábala. Posteriormente profundizó sus conocimientos en la Universidad Hebrea de Jerusalén y en centros rabínicos en Jerusalén, conociendo en 1988 a su maestro y sabio cabalista, el rabino Mordejai Shainberguer, continuador y heredero directo de la tradición cabalística del rabino Iehudá Leib Ashlag, autor de la interpretación completa del Libro del Zohar, del Talmud Eser haSefirót y decenas de escritos que abarcan todo el espectro de la sabiduría de la Cábala.
Luego de varios años de intensa actividad musical y docente en Latinoamérica, y habiendo sido distinguido y premiado por su obra, se radicó definitivamente en Jerusalén en 1989. Desde allí continuó su actividad de compositor y paralelamente organizó y dirigió centros para la difusión del arte y la sabiduría de Israel. Dictó cursos en la Universidad Hebrea de Jerusalén, dirigió grupos de estudio y fue conferenciante invitado de la Universidad de BarIlán y otros. Anualmente era invitado a dictar seminarios intensivos y conferencias en importantes instituciones de América del Sur.
El motivo central de su obra, tanto en lo musical como en sus escritos, fue la expresión de los valores universales de la tradición de Israel. Entre sus composiciones musicales: El Cántico del Profeta - concierto para violín y orquesta, grabada en disco compacto, El Triunfo de Jerusalem - variaciones para piano y orquesta, comisionada para conmemorar los 3000 años de la ciudad de Jerusalén, Los diez Cánticos del Rey David - para violoncelo y orquesta, la ópera Iosef y sus hermanos, entre otros.
Sus escritos se concentraron en la transmisión de los aspectos interiores del judaísmo, abarcando temas tales como la percepción de la realidad, el arte interior, la psicología de los sabios del Talmud y la Cábala, las rotaciones del alma, etc.

## Obra
Algunas de sus publicaciones més destacadas son:
- 2006, La esencia, el infinito y el alma (Barcelona).
- 2006, Kabala: la esencia de la percepción judía de la realidad (Barcelona).
- 2010, Torá: El lenguaje de la conciencia (Jerusalén).